# Гітзюм
Гітзюм (нід. Hitzum) — село в нідерландській провінції Фрисландія. Входить до муніципалітету Вадхуке.
Його площа становить 4,29км², а населення станом на 2021 рік складало 225 осіб.
Перша згадка про населений пункт датується 13-им сторіччям.

## Галерея

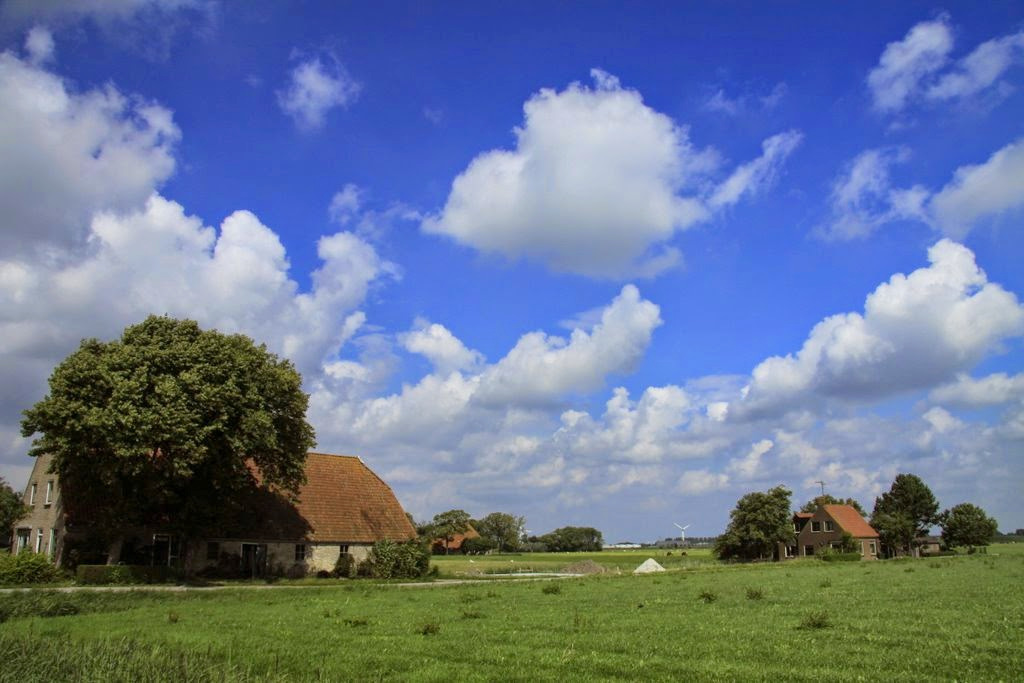
Панорама біля Гітзюма
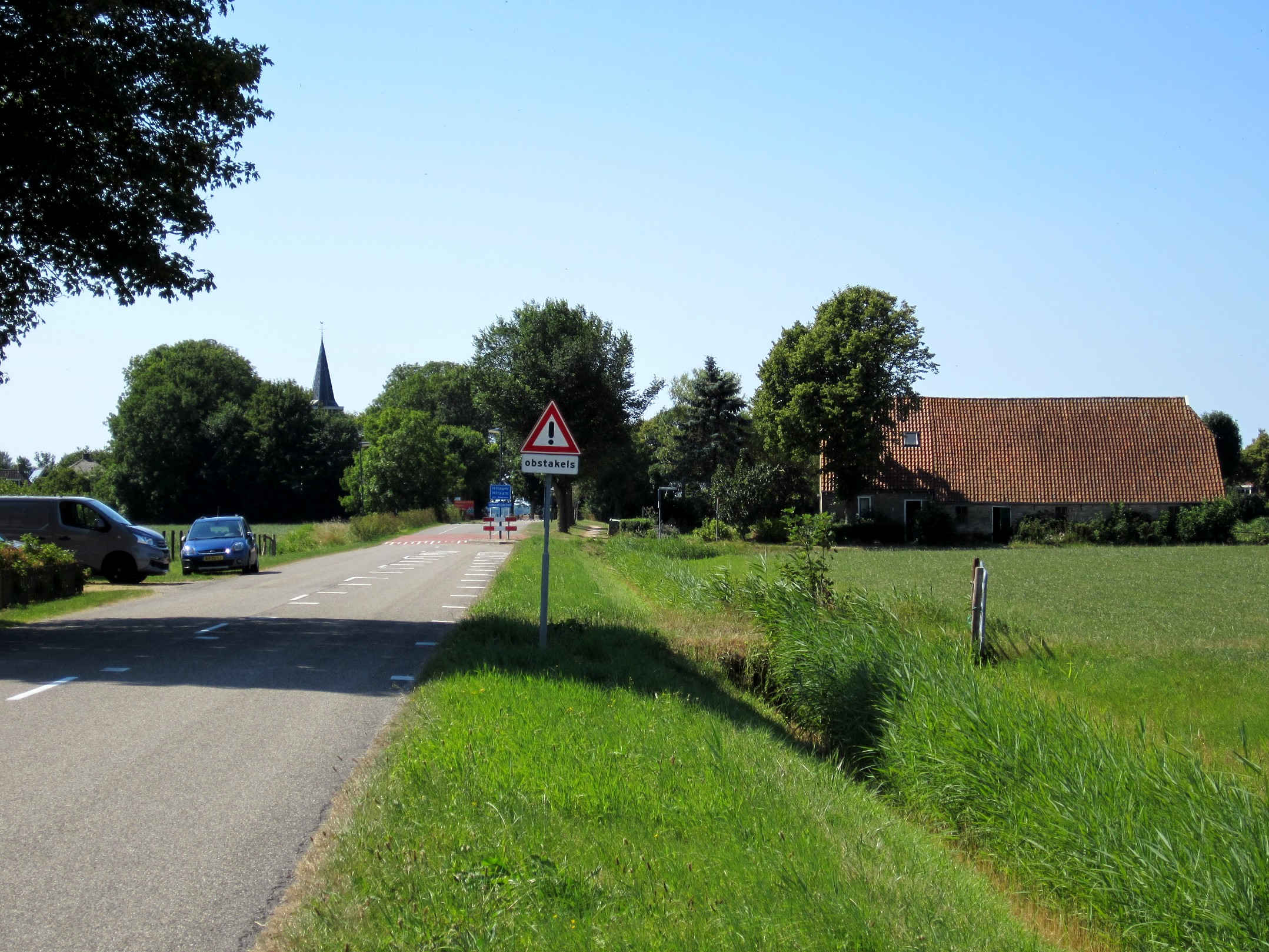
Вид на Гітзюм
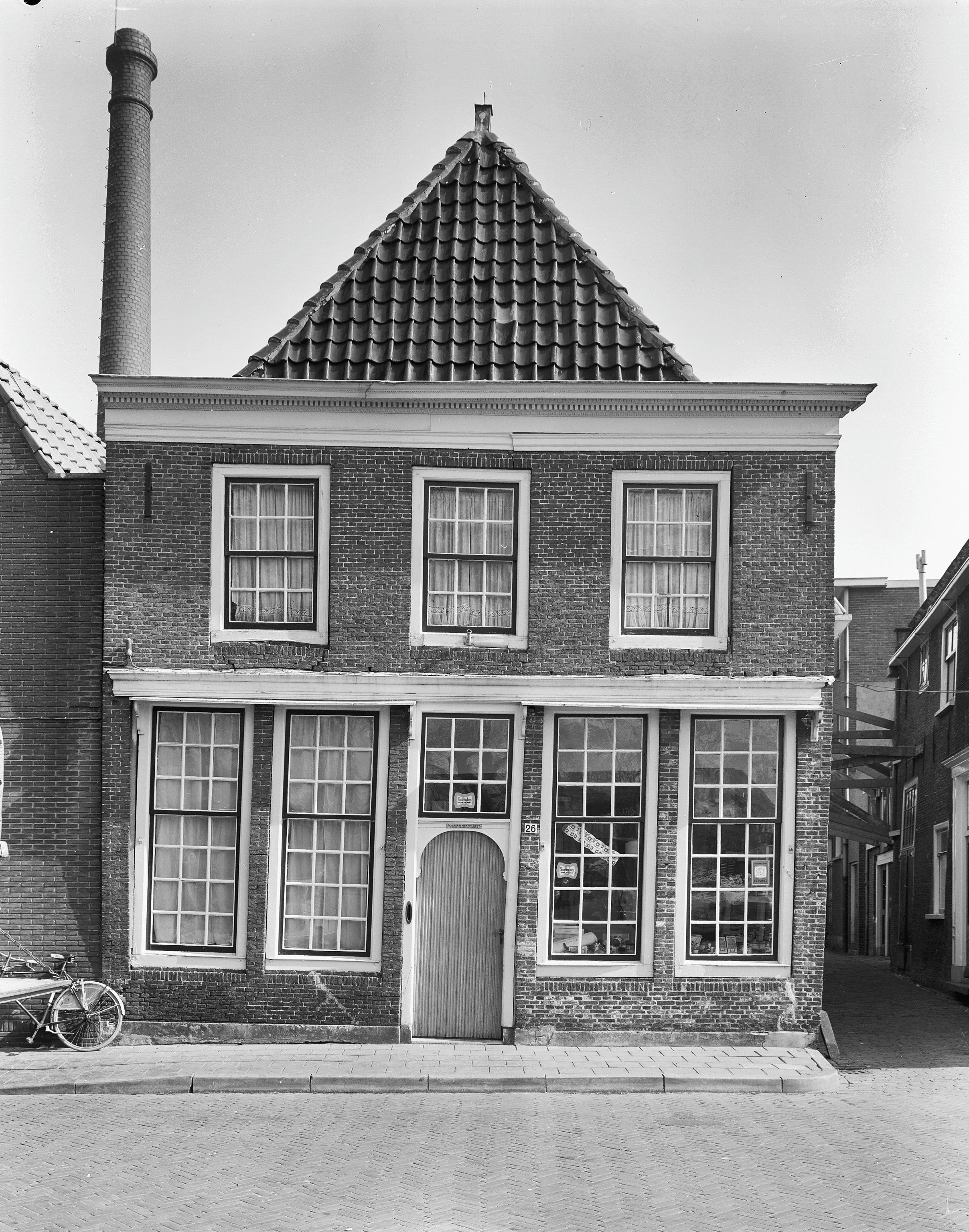
Будинок у селі (1968)